# Eleutherodactylus bakeri
Eleutherodactylus bakeri är en groddjursart som beskrevs av Cochran 1935. Eleutherodactylus bakeri ingår i släktet Eleutherodactylus och familjen Eleutherodactylidae. Inga underarter finns listade i Catalogue of Life.
Denna groda förekommer i bergstrakten Massif de la Hotte i västra Haiti. Arten lever i områden som ligger 890 och 2300 meter över havet. Individerna vistas i fuktiga skogar. De gömmer sig på dagen i växter av släktet Bromelia. Honor lämnar äggen i samma växter. Grodynglens metamorfos sker inuti ägget.
Beståndet hotas av svedjebruk och av skogsbruk. Det befaras att hela populationen minskade med 80 procent under tio år mellan 2004 och 2014. IUCN kategoriserar arten globalt som akut hotad.